# Peludópolis
Pour plus de détails, voir Fiche technique et Distribution.
Peludópolis est un film d'animation sonore en noir et blanc de Quirino Cristiani, sorti en Argentine en 1931.

## Synopsis
La corruption du régime mis en place par le président argentin Yrigoyen et son renversement.

## Commentaire
C'est le premier long métrage d'animation sonore de l'histoire du cinéma.
De fait, le président Hipólito Yrigoyen fut renversé par un coup d'État le 6 septembre 1930, en plein tournage et cette satire de la corruption perdit sa raison d'être. Cristiani termina le film tant bien que mal, au prix de quelques aménagements. La presse se montra assez élogieuse, mais le public n'avait pas vraiment le cœur à rire et ce fut un échec commercial. Lorsque Yrigoyen mourut un an et demi plus tard, Cristiani retira le film et, à peine âgé de 35 ans, renonça à la réalisation.

## Fiche technique
- Titre : Peludópolis
- Réalisation : Quirino Cristiani
- Scénario : Quirino Cristiani et Eduardo González Lanuza
- Direction musicale : José Vázquez Vigo
- Pays d'origine :  Argentine
- Format : Noir et blanc ; sonore (enregistrement du son sur disque) ; 35 mm
- Durée : 68 minutes (?)
- Date de sortie : 
  -  Argentine : 16 septembre 1931